# Samba Diakité
Samba Diakité (Montfermeil, Francia, 24 de enero de 1989) es un futbolista francés, nacionalizado maliense, que juega como centrocampista en el Al-Tadamon S. C. de la Liga Premier de Kuwait.

## Trayectoria

### Nancy
El 27 de diciembre de 2009, firmó su primer contrato profesional después de firmar un contrato de dos años con Nancy. Hizo su debut profesional el 27 de enero de 2010 en la Copa de Francia en un partido contra el Stade Plabennecois.

### Queens Park Rangers
El 29 de enero de 2012, se llegó a un acuerdo para unirse a Premier League equipo Queens Park Rangers en calidad de préstamo por el resto de la temporada con miras a un cambio permanente en el verano de 2012.Hizo su debut el 25 de febrero de 2012 en una derrota por 1-0 en casa ante el Fulham, donde fue expulsado después de que acaba de 33 minutos después de una amonestación. Diakité anotó su primer gol, un gol de la victoria, para Queens Park Rangers con una victoria de 2-1 sobre sus rivales de Londres Arsenal el 31 de marzo de 2012.
El 27 de junio, fue anunciado por el Queens Park Rangers que habían completado el fichaje permanente de Diakité en un contrato de cuatro años por una suma que no creía de 3,5 millones EUR.

## Selección nacional
El 24 de enero de 2012, hizo su debut internacional absoluto con Malí en la Copa Africana de Naciones 2012, en la victoria por 1-0 ante la selección de fútbol de Guinea. En total, jugado 9 partidos con su país.

### Participaciones internacionales
| Torneo                         | Sede                      | Resultado |
| ------------------------------ | ------------------------- | --------- |
| Copa Africana de Naciones 2012 | Gabón y Guinea Ecuatorial | Semifinal |
| Copa Africana de Naciones 2013 | Sudáfrica                 | Semifinal |

## Clubes
| Club                      | País           | Año       |
| ------------------------- | -------------- | --------- |
| A. S. Nancy-Lorraine      | Francia        | 2010-2012 |
| Queens Park Rangers F. C. | Inglaterra     | 2012-2016 |
| Watford F. C. (cedido)    | Inglaterra     | 2014      |
| Al-Ittihad (cedido)       | Arabia Saudita | 2014-2015 |
| Red Star F. C.            | Francia        | 2016-2019 |
| Al-Tadamon S. C.          | Kuwait         | 2020-     |